# Marc Leinen
Marc Leinen (* 23. Oktober 1979 in Trier) ist ein ehemaliger deutscher Basketballspieler.

## Werdegang
Der aus dem Trierer Nachwuchs stammende, 1,90 Meter große Flügelspieler gehörte Ende der 1990er und Anfang der 2000er Jahre zum erweiterten Aufgebot des Bundesligisten Herzogtel Trier. Sein einziges Spiel in der Basketball-Bundesliga bestritt Leinen im April 1999 gegen Bayer Leverkusen.
Für die Mannschaft TVG Baskets Trier spielte er in der Oberliga sowie 2007/08 in der Regionalliga Südwest-Nord.